# リシャール・コラス
リシャール・コラス（Richard Collasse、1953年7月8日 - ）は、フランス出身の実業家、小説家で、シャネル株式会社(シャネル日本法人)取締役会長、シャネル本社のトラベル・リテール事業責任者。鎌倉市在住。鎌倉市国際親善観光大使。
シャネル株式会社(シャネル日本法人)代表取締役社長、ジバンシィ日本法人代表取締役社長、在日フランス商工会議所会頭、欧州ビジネス協会会長を歴任。日本ペンクラブ会員。

## 来歴
フランス南部の地中海に面するオード県に生まれる。1972年、自身が18歳のときにエールフランス航空のパイロットである父親の勧めで初来日。来日の目的はニコンのカメラを買うためであった。
1975年にパリ大学東洋語学部を卒業。同年より2年間、在日フランス大使館儀典課に勤務する。
AKAIのフランス代理店勤務を経て、1979年にジバンシィ入社。1981年のジバンシィ日本法人会社の設立に参加し、4年間代表取締役として勤めた。
1985年、シャネル株式会社に香水化粧品本部の本部長として入社する。1993年から2年間、香港のシャネルリミティッドにおいてマネージングダイレクターを勤めた後、1995年にはシャネル株式会社(シャネル日本法人)代表取締役社長に就任。
2006年11月、作家としてのデビュー作となる小説「遙かなる航跡（原題「La Trace」）」を出版する。この本は著者が18歳の夏に初めて日本を訪れた時の体験が元になっている。
2018年、トラベル・リテール事業責任者として本部のあるスイス・ジュネーブに移り、シャネル日本法人取締役会長も兼務となる。

## 人物
日本に暮らし始めて約40年、鎌倉に居を構えてから約10年と人生の多くの時間を日本で過ごしている。所謂、親日家。妻は日本人である。

## 受賞歴
- 1999年 - フランス共和国国家功労勲章シュヴァリエ[3]
- 2006年 - フランス共和レジオンドヌール勲章[1][3]
- 2008年 - 旭日重光章[1][4]
- 2010年 - フランス・みんなのための文化図書館賞(「SAYA」で受賞）[1]
- 2014年 - フランス共和国国家功労勲章オフィシエ[3][5]

## テレビ番組
- 日経スペシャル ガイアの夜明け ザ・スーパーブランド 〜標的は不況ニッポン〜（2002年8月25日、テレビ東京）[9]。

## 作品
発行社は作品ごとに異なるが、大多数が集英社発売である。
- 『遙かなる航跡』（著者:リシャールコラス、訳:堀内ゆかり）（2006年11月30日、集英社インターナショナル）ISBN 9784797671537
自伝的要素を含んだフィクション小説。尾道市が舞台になっている。
  - 『遙かなる航跡』（著者:リシャールコラス、訳:堀内ゆかり）（2011年11月18日、集英社）ISBN 9784087606386
- 『午前4時、東京で会いますか？ パリ・東京往復書簡』（著者:シャンサ リシャール・コラス、訳:大野朗子）（2007年9月12日、ポプラ社）ISBN 9784591099070
フランスで活動する北京出身の小説家山颯との往復書簡集。
  - 『午前4時、東京で会いますか？ パリ・東京往復書簡』（著者:シャンサ リシャール・コラス、訳:大野朗子）（2009年12月5日、ポプラ社 ポプラ文庫）ISBN 9784591114575
- 『紗綾 SAYA』（著者:リシャール・コラス）（2011年9月8日、ポプラ社）ISBN 9784591125823
フランス語で執筆したが邦訳は著者自身が行った。
- 『旅人は死なない』（著者:リシャールコラス、訳:堀内ゆかり）（2011年11月21日、集英社）ISBN 9784087806205
- 『波 蒼佑、17歳のあの日からの物語』（著者:リシャールコラス、訳:松本百合子）（2012年12月14日、集英社）ISBN 9784087806526
東日本大震災が背景にある。フランス国内向けに出版されたものであるが、日本でも翻訳して発売された。
- 『茶室』（著者:リシャールコラス、訳:堀内ゆかり）（2020年3月26日、集英社）ISBN 9784087808988